# Cocculina portoricensis
Cocculina portoricensis är en snäckart som beskrevs av Dall och Simpson 1901. Cocculina portoricensis ingår i släktet Cocculina och familjen Cocculinidae. Inga underarter finns listade i Catalogue of Life.